# Апуццо, Франческо Саверио
Франческо Саверио Апуццо (итал. Francesco Saverio Apuzzo; 6 апреля 1807, Неаполь, королевство Обеих Сицилий — 30 июля 1880, Капуа, королевство Италия) — итальянский кардинал. Титулярный епископ Анастасиополиса и вспомогательный епископ Капуи с 19 января 1854 по 23 марта 1855. Архиепископ Сорренто с 23 марта 1855 по 24 ноября 1871. Архиепископ Капуи с 24 ноября 1871 по 30 июля 1880. Кардинал-священник с 12 марта 1877, с титулом церкви Сант-Онофрио с 20 марта 1877.